# 昆西鎮區 (愛荷華州亞當斯縣)
昆西鎮區（英語：Quincy Township）是位於美國愛荷華州亞當斯縣的一個行政鎮區。

## 地方資料
根據2010年美國人口普查的數據，昆西鎮區的面積為91.53平方千米，當中陸地面積為87.89平方千米，而水域面積為3.64平方千米。當地共有人口1779人，而人口密度為每平方千米19.44人。